# Меланоцит
Меланоцит — меланін-продукуюча клітина, що походить з нервового гребеня і розташована в нижньому (базальному) шарі епідермісу шкіри, середньому шарі ока (в судинній оболонці ока), внутрішньому вусі, вагінальному епітелії, мозкових оболонах, кістках та серці. Меланін — темний пігмент, що відповідає за колір шкіри. Після синтезу меланін міститься в спеціальних органелах, які називають меланосомами. Меланосоми транспортуються до найближчих кератиноцитів для індукції пігментації. Меланін захищає від ультрафіолетового випромінювання. Меланоцити також відіграють певну роль в імунній системі.

## Функції

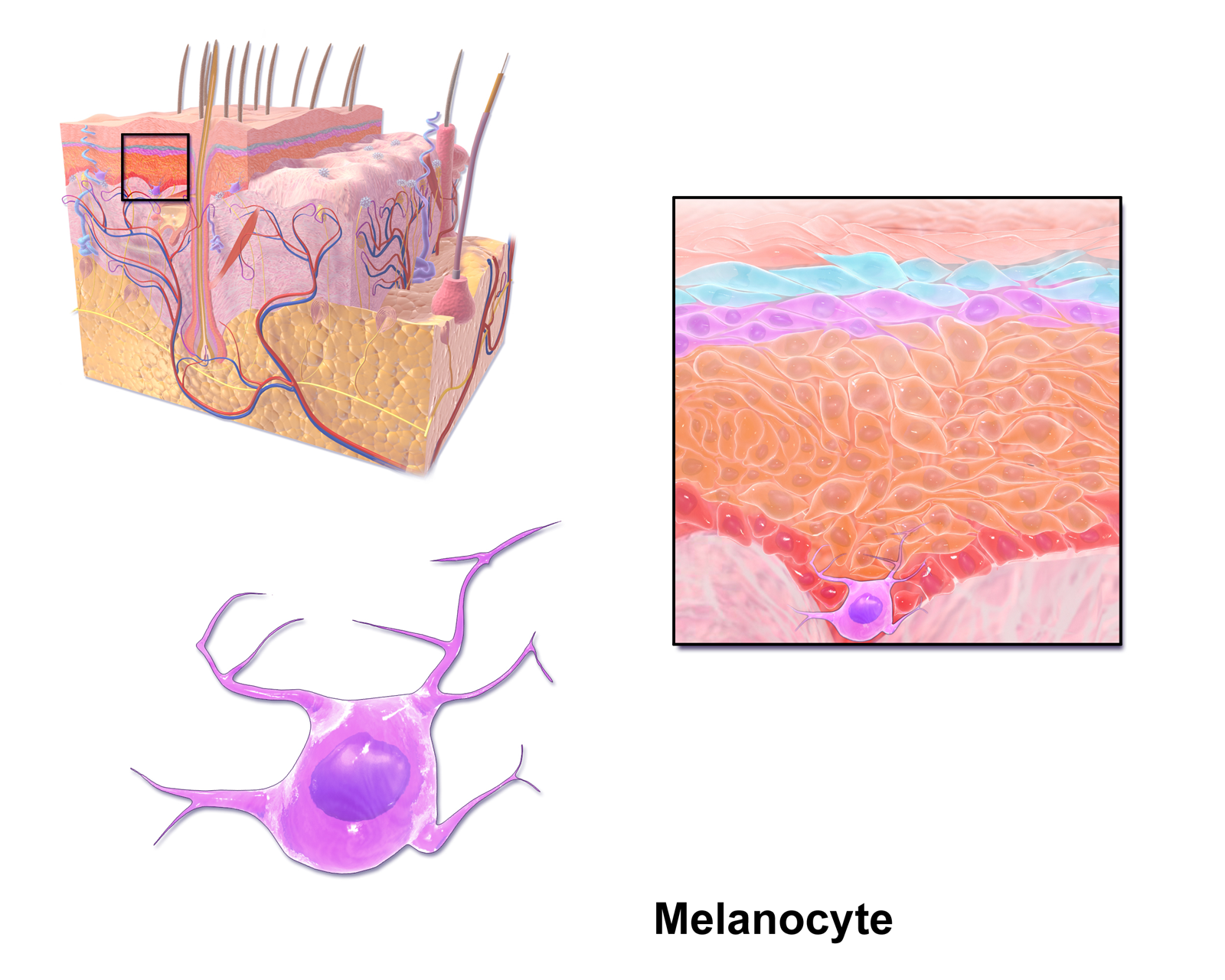
Ілюстрація меланоцитів

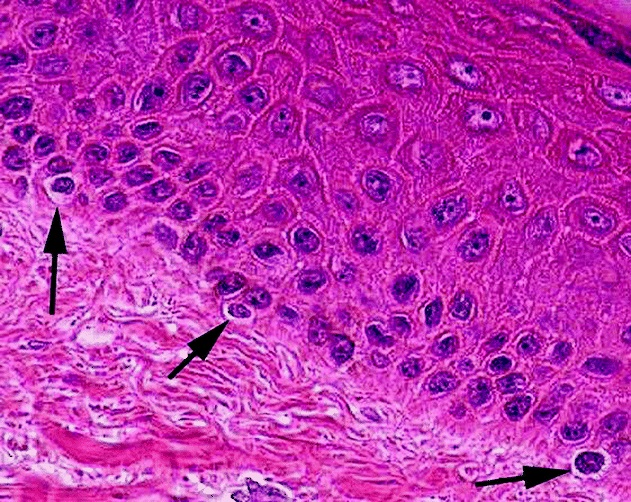
Мікрофотографія меланоцитів в епідермісі

У процесі, який називається меланогенез, меланоцити виробляють меланін — пігмент, який міститься в шкірі, очах, волоссі, носовій порожнині та у внутрішньому вусі. Меланогенез призводить до тривалої пігментації на відміну від пігментації, яка походить від окислення вже існуючого меланіну.
Існують базальний та активований (переважно ультрафіолетовим випромінюванням) рівні меланогенезу; загалом, у людей зі світлою шкірою базальний рівень меланогенезу низький. Метою меланогенезу є захисти гіподерми від пошкодження ультрафіолетовим випромінюванням. Меланін має чорний колір, що дозволяє йому поглинати більшу частину УФ-світла та перешкоджати його проходженню крізь епідерміс.
Передбачається, що утворення сонячних опіків та меланогенез індукуються за одним і тим же механізмом, оскільки спектри дії для обох цих процесів співпадають. Також спектр дії меланогенезу узгоджується зі спектром поглинання ДНК і утворення піримідинових димерів (пряме ушкодження ДНК).
Зазвичай на квадратний міліметр шкіри виявляється від 1000 до 2000 меланоцитів, меланоцити становлять приблизно від 5 до 10 % від клітин базального шару епідермісу. Хоча їх розмір може змінюватися, меланоцити зазвичай мають довжину 7 мкм.
Наявність різних кольорів шкіри обумовлена не різницею в кількості меланоцитів, а рівнем їх активності (кількістю еумеланіну та феомеланіну). Продукція меланіну знаходиться під гормональним контролем, зокрема меланоцит-стимулюючого гормону (МСГ) та адренокортикотропного гормону (АКТГ), які утворюються з попередника проопіомеланокортину.

### Роль в імунній системі
Меланоцити також є частиною імунної системи і вважаються імунними клітинами. Повна роль меланоцитів у імунній відповіді ще не до кінця зрозуміла, але меланоцити мають багато спільного з дендритними клітинами: розгалужена морфологія, здатність до фагоцитозу, презентація антигенів Т-клітинам і продукція та вивільнення цитокінів. Попри ці подібності, меланоцити та дендритні клітини походять з двох різних клітинних ліній. Дендритні клітини, зокрема клітини Лангерганса, походять від гематопоетичних стовбурових клітин у кістковому мозку, тоді як меланоцити походять з клітин нервового гребеня.
Меланоцити здатні експресувати MHC класу II, тип MHC, що експресується лише антиген презентуючими клітинами імунної системи, коли вони стимулюються взаємодією з антигеном або цитокінами. Тоді як усі клітини хребетних експресують MHC класу I, MHC класу II міститься лише на «професійних» антиген-презентуючих клітинах, таких як дендритні клітини, макрофаги, В-клітини та меланоцити. Стимульовані цитокінами меланоцити також експресують поверхневі білки, такі як CD40 та ICAM1.
Меланоцити експресують багато прозапальних цитокінів, зокрема IL-1, IL-3, IL-6, IL-8, TNF-α та TGF-β. Подібно до інших імунних клітин, меланоцити виділяють ці цитокіни у відповідь на активацію рецепторів розпізнавання патернів (PRR), таких як Toll-Like рецептор 4 (TLR4), які розпізнають MAMP. MAMP, також відомі як PAMP, — це пов'язані з патогенами молекулярні структури, малі молекулярні елементи, такі як білки, вуглеводи та ліпіди. Крім того, вироблення цитокінів меланоцитами може стимулюватися цитокінами, що секретуються іншими імунними клітинами.
Меланоцити знаходяться в найнижчому (базальному) шарі епідермісу, і вони використовують свої дендрити для взаємодії з клітинами верхніх шарів та для захоплення патогенних мікроорганізмів, які потрапляють в епідерміс. Меланоцити, ймовірно, працюють узгоджено як з кератиноцитами, так і з клітинами Лангерганса, що також активно фагоцитують.

### Стимуляція
Численні подразники здатні впливати на меланогенез культивованих меланоцитів, хоча механізми цього впливу до кінця не вивчені. Ейкозаноїди, ретиноїди, естрогени, меланоцитостимулюючий гормон, ендотеліни, псоралени, гідантоїн, форсколін, холерний токсин, ізобутилметилксантин, аналоги діацилгліцерину та УФ-опромінення стимулюють меланогенез і посилюють пігментацію. Збільшення продукції меланіну спостерігається при підвищенні рівня адренокортикотропного гормону (АКТГ), яке характерне для хвороби Аддісона та Кушинга. Цей ефект, головним чином, обумовлений підвищенням рівня альфа-MSH, який є продуктом розщеплення АКТГ і має однакову з ним спорідненість до рецептора MC1 на меланоцитах.
Також, в ході лабораторних досліджень було показано, що деякі меланокортини впливають на апетит та сексуальну активність у мишей.
Меланосоми — це везикули, які містять меланін і організовані як ковпачок, що захищає ядро кератиноцита від шкідливої дії УФ. Коли ультрафіолетові промені проникають у шкіру і пошкоджують ДНК, фрагменти тимідину динуклеотиду (pTpT) із пошкодженої ДНК активують меланогенез і змушують меланоцити продукувати меланосоми, які потім переносяться дендритами у верхні шари кератиноцитів.

### Стовбурові клітини
Попередником меланоцитів є меланобласти. У дорослих стовбурові клітини містяться у випуклій частині зовнішньої оболонки кореня волосяного фолікула. Ці стовбурові клітини перетворюються як на попередників кератиноцитів, так і на меланобласти. Існують також докази того, що стовбурові клітини меланоцитів присутні в шкірних нервах, і що нервові сигнали змушують ці клітини диференціюватися в меланоцити для шкіри.

## Клінічне значення
Меланоцитарні пухлини
- Меланома — злоякісна пухлина, яка розвивається з меланоцитів і найчастіше локалізується в шкірі, хоча може зустрічатися і в сітківці ока та на слизових оболонках. Меланома — один з найнебезпечніших видів раку; метастази зазвичай з'являються протягом першого року від виникнення пухлини, і поширюються через лімфу і кров у майже всі органи. За даними ВООЗ, щорічно у всьому світі реєструється приблизно 48 000 смертей, пов'язаних з меланомою. Ризик виникнення підвищується наявністю у людини великої кількості родимок (понад 50), їх травмуванням, дією УФ та сонячними опіками.[19] В 50-70 % випадків меланома утворюється при злоякісному переродженні меланоцитарних невусів.[20]
- Меланоцитарні невуси — доброякісні новоутворення, які виникають при вадах розвитку епідермальних та дермальних меланоцитів. У більшості випадків є набутими і найбільше їх утворюється у 5-6 років та у 16-18 років. Їх розміри коливаються від кількох міліметрів до декількох сантиметрів, забарвлення варіює від рожево-світлокоричневого до темно-коричневого і чорного, межі чіткі, форма може бути округлою, овальною чи неправильною, а поверхня — плоскою, припіднятою чи папіломатозною.[20]
- Меланоцитарні пухлини невизначеного злоякісного потенціалу — це меланоцитарні ураження дерми, які за морфологією не можуть бути класифіковані як доброякісні невуси або злоякісні меланоми, оскільки вони демонструють особливості притаманні як злоякісних, так і доброякісних меланоцитарних пухлин.[21]

Вітиліго
Вітиліго — хронічне захворювання шкіри, за якого спостерігається поява розлогих, часто спотворюючих білявих ділянок депігментації на шкірі хворих (переважно на обличчі, шиї, кистях) людини, у волоссі та сітківці очей. Це захворювання не є вродженим. Хвороба може розпочатися в будь-якому віці, але в 70 % випадків — до 20 років. Вітиліго розвивається внаслідок втрати або зниження функції меланоцитів. Однак остаточно причину захворювання не встановлено. Дослідження вказують на роль імунної системи у розвитку цього стану, вважається, що на розвиток вітиліго впливає генетична сприйнятливість і фактори довкілля.
Альбінізм
Альбінізм — вроджена відсутність пігментації, внаслідок чого волосся, шкіра, луска та пір'я мають білий колір, тоді як очі — рожевий. Альбінізм виникає внаслідок мутацій у генах, що кодують ферменти, необхідні для синтезу пігментів. Залежно від генетичної природи у людей зустрічається альбінізм двох типів:
- Очно-шкірний альбінізм має аутосомно-рецесивну природу й спричиняється мутаціями в різних аутосомах. Для найважчих випадків, коли меланін не виробляється взагалі, характерними ознаками є чисто біле волосся та шкіра, блакитна напівпрозора райдужка ока.[25] Всього визнано вже 17 типів очно-шкірного альбінізму.[26]
- Очний альбінізм зумовлений рецесивним геном в гомозиготному стані, який локалізований в X-хромосомі, тому зустрічається він здебільшого у чоловіків. Шкіра у людей з цим станом не набагато світліша ніж у родичів, гострота зору знижена.[25]

Люди з альбінізмом більш схильні до сонячних опіків, раку шкіри і розладів зору, оскільки не захищені від УФ.
Альбінізм часто, але не завжди, пов'язаний з геном TYR, що кодує фермент тирозиназу. Тирозиназа необхідна меланоцитам для виробництва меланіну з амінокислоти тирозину. Альбінізм може бути спричинений і мутаціями в інших генах, зокрема в OCA2, SLC45A2, TYRP1, та HPS1. Кожен ген пов'язаний з різним білком, який відіграє роль у виробництві пігментів.
Хлоазма та мелазма
Хлоазма — чітко окреслені симетричні темні плями на шкірі, що пов'язані з вагітністю чи прийомом гормональних препаратів. При нормалізації гормонального фону зникають самі. Мелазма ж розвивається під дією сонячного світла у людей, які страждають на різні захворювання шлунково-кишкового тракту. Кількість меланоцитів при цих станах є нормальною, але вироблення меланіну підвищується, що викликає гіперпігментацію.